# خودروسازی بی‌وای‌دی
بی‌وای‌دی (به چینی: 比亚迪汽车) شرکت خودروسازی چینی واقع در شهر شنژن است، که در زمینهٔ طراحی، توسعهٔ فناوری و تولید خودرو، اتوبوس، خودروهای برقی و لیفتراک فعالیت می‌کند و زیرمجموعه‌ای از شرکت بی‌وای‌دی است.
شرکت بی‌وای‌دی در سال ۲۰۰۳ در پی خریداری شرکت خودروسازی سیچوان توسط وانگ چوان-فو راه‌اندازی شد. این شرکت در سال ۲۰۱۳ شمار ۵۰۶،۱۹ دستگاه خودرو تولید نمود و هم‌اکنون دهمین خودروساز چین بشمار می‌آید.
دفتر مرکزی شرکت بی‌وای‌دی در شهر شنژن، چین قرار دارد و کارخانجات تولید و مونتاژ آن در کشورهای چین، روسیه و اتیوپی مستقر می‌باشند. بخشی از سهام بی‌وای‌دی در بازارهای بورس اوراق بهادار هنگ کنگ و بورس شنژن معامله می‌شود. از خودروهای تولید این شرکت می‌توان به: بی‌وای‌دی اف۳دی‌ام، بی‌وای‌دی فلایر و بی‌وای‌دی اف۶دی‌ام و بی وای دی اس۶ اشاره کرد.

## محصولات

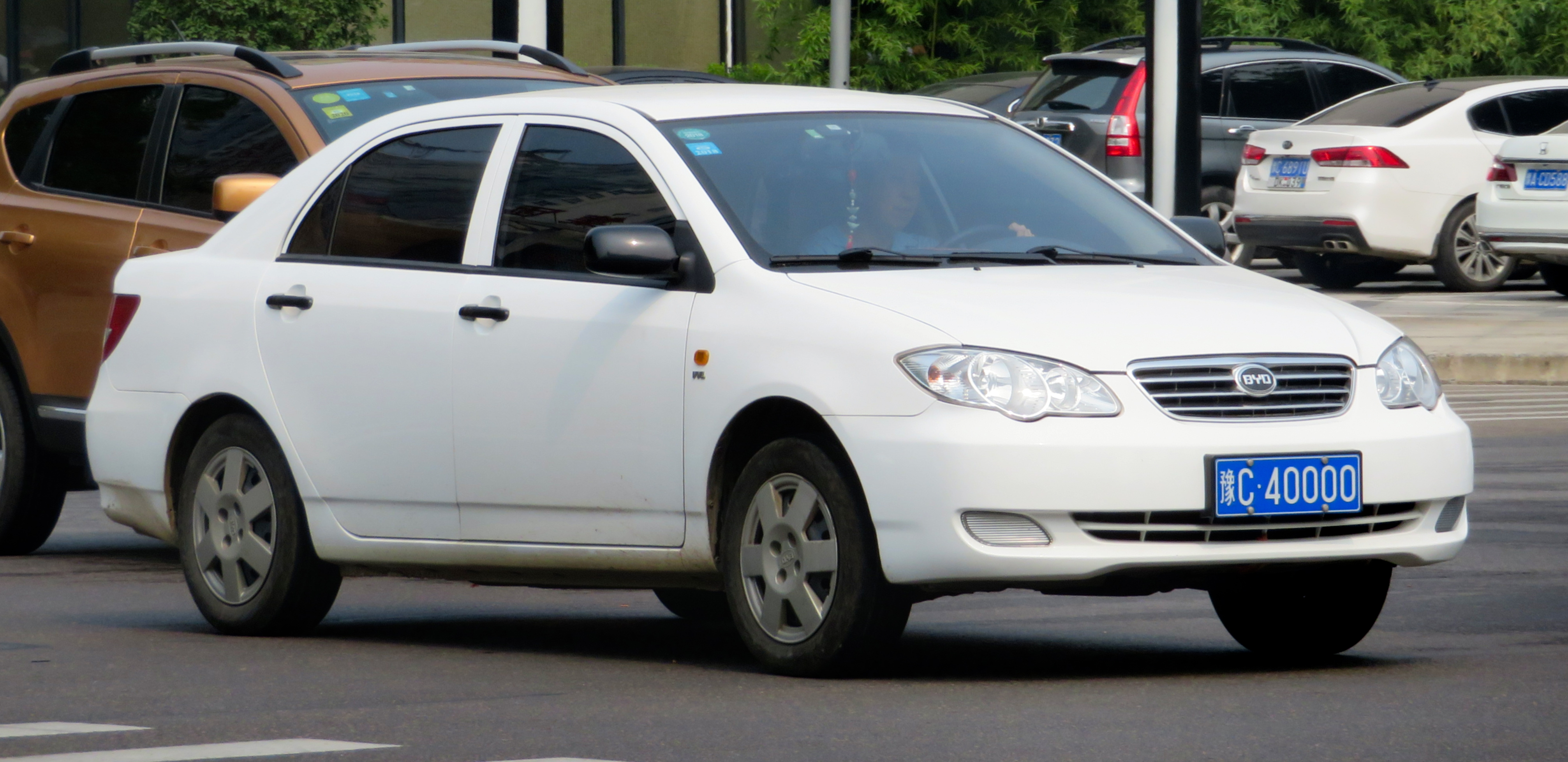
یکی از محصولات شرکت بی‌وای‌دی

شرکت خودروسازی بی وای دی طیف گسترده‌ای از محصولات کوچک و میان سایز را تولید می‌کند. از جمله خودروهای کوچک شهری، خودروهای حمل مسافر و سواری کوچک (سدان). خودروی برقی دوگانه و همچنین مدل‌های تمام الکتریک نیز درمیان این محصولات قرار می‌گیرند. برطبق آمار فروش، در ژانویه سال ۲۰۱۵، مدل خودروی اتصال برقی دوگانه‌سوز بی وای دی چین پرفروش‌ترین خودرو اتصال برقی چین شناخته شد.
قطعات غیر چینی ماشین‌های بی وای دی را شرکت‌هایی چون شرکت سوئدی-آمریکایی اتولیو و شرکت آمریکایی بورگ وارنر می‌سازند.
در سال ۲۰۱۰ شرکت بی وای دی و شرکت آلمانی دایملر آ گ قراردادی را مبنی بر مشارکت انتفاعی امضاء کردند که دستاورد آن تولید مشترک خودرو تمام الکتریک دنزا بوده‌است. این خودرو در اواخر سال ۲۰۱۴ برای اولین بار در شهر شنزن چین رونمایی شد.

## مدل‌های سابق
- بی وای دی فلایر شهری (۲۰۰۸–۲۰۰۳)
- بی وای دی اس ۸/اف۸ - کوپه کروکی

## مدل‌های فعلی
- بی‌وای‌دی اس۶ - اس یو وی
- بی‌وای‌دی اف ۰ - سوپرمینی
- بی‌وای‌دی اف ۳ - سالن کامپکت
- بی‌وای‌دی اف۳/آر
- بی‌وای‌دی جی۳
- بی‌وای‌دی جی۳/آر
- بی‌وای‌دی اف۵ سوری
- بی‌وای‌دی اف ۶ - سالن سایز متوسط
- بی‌وای‌دی ال۳ - سالن کامپکت
- بی‌وای‌دی جی۶ - سالن سایز متوسط
- بی‌وای‌دی ایی۶ - مینی ون الکتریکی
- بی‌وای‌دی ام۶ - مینی ون
- بی وای دی اس۷ - اس یو وی
- بی‌وای‌دی شین - خودروی اتصال برقی دوگانه‌سوز
- بی‌وای‌دی تانگ - خودروی اتصال برقی دوگانه‌سوز اس‌یووی متوسط
- بی‌وای‌دی یوآن آپ - خودروی برقی باتری‌دار کراس‌اوور کوچک

## مدل‌های آینده
- بی وای دی اف۶ دی ام- خودرو اتصال برقی دوگانه سوز سدان متوسط
- بی وای دی شنگ - خودرو اتصال برقی دوگانه سوز متوسط
- بی وای دی سونگ- خودرو اتصال برقی دوگانه سوز اس یو وی
- بی وای دی ایی ۵ الکتریک[۹]

شرکت خودروسازی کارمانیا در سال ۱۳۹۴ به‌عنوان نمایندهٔ رسمی شرکت بی‌وای‌دی چین در ایران اقدام به تولید بی‌وای‌دی اس-۶ نمود و در ادامه همکاری تولید بی‌وای‌دی اف-۳ نیز در خط تولید کارخانه قرار گرفت. در آینده برای تولید خودروهای بی‌وای‌دی تانگ، بی‌وای‌دی سانگ و بی‌وای‌دی اس-۷ نیز برنامه‌ریزی شده‌است.
در اواسط سال ۱۳۹۷ و بواسطهٔ محدودیت واردات خودرو به ایران، تحویل خودروهای بی‌وای‌دی از سوی شرکت کارمانیا با مشکلاتی مواجه شد. با این حال در اواخر همان سال روند تحویل خودروها از کارخانهٔ این شرکت در کرمان از سر گرفته شد.
تولید خودروهای بی‌وای‌دی در این شرکت در مهر ۱۳۹۸ به دلیل مشکل در تأمین قطعات، موقتاً برای مدت بیش از یک سال متوقف شد.

## فروش
شرکت خودروسازی بی وای دی برآورد کرد که از سال ۲۰۱۰ بتواند توان ساخت ۷۰۰٬۰۰۰ واحد در سال را داشته باشد. در همان سال، بی وای دی موفق به فروش ۵۱۹٬۰۰۰ دستگاه خودرو شد که شرکت را در رتبه ششم پرفروش‌ترین خودروسازهای چینی قرار داد.
اگرچه، در سال ۲۰۱۱ نتوانست رتبه‌ای در میان ده فروشنده اصلی خودرو چینی به دست آورد، اما در سال ۲۰۱۲ به رتبه نهم با فروش ۶۰۰٬۰۰۰ دستگاه خودرو دست یافت.
اگرچه بیشترین فروش خودروهای بی وای دی در داخل کشور چین صورت می‌گیرد، ولی بعضی مدل‌های این شرکت به برخی کشورهای در حال توسعه مانند بحرین، جمهوری دومینیکن، اوکراین و مولداوی صادر می‌شوند.

## نگارخانه

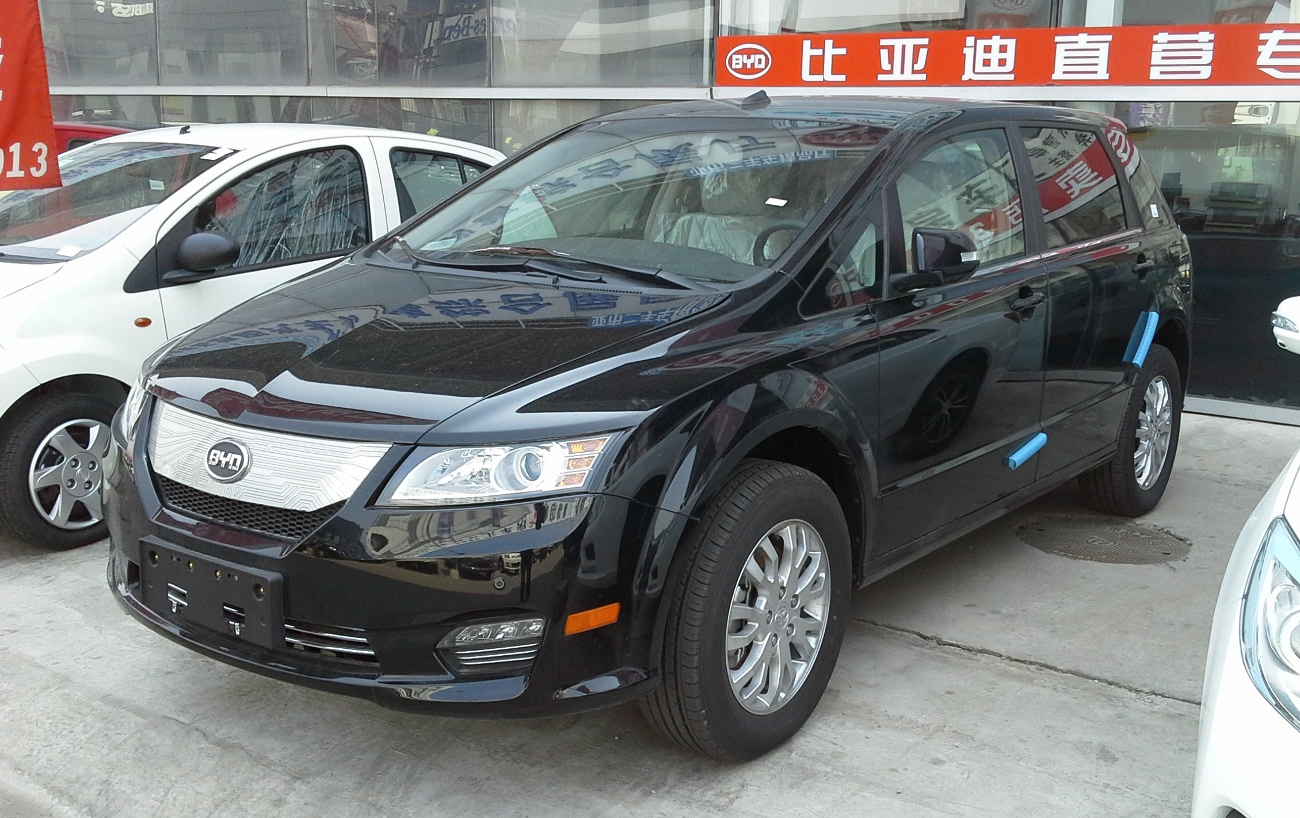
BYD e6
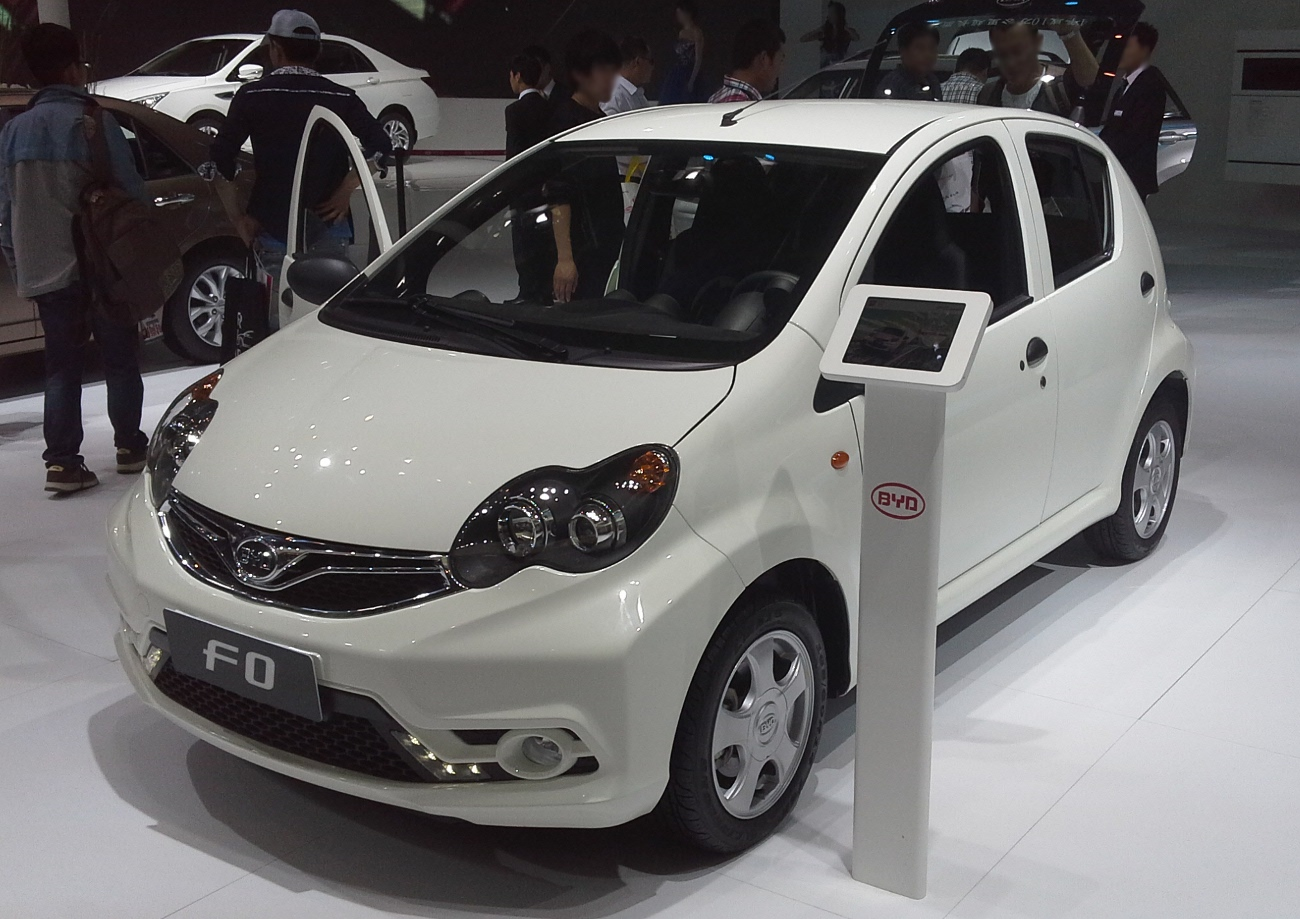
BYD F0
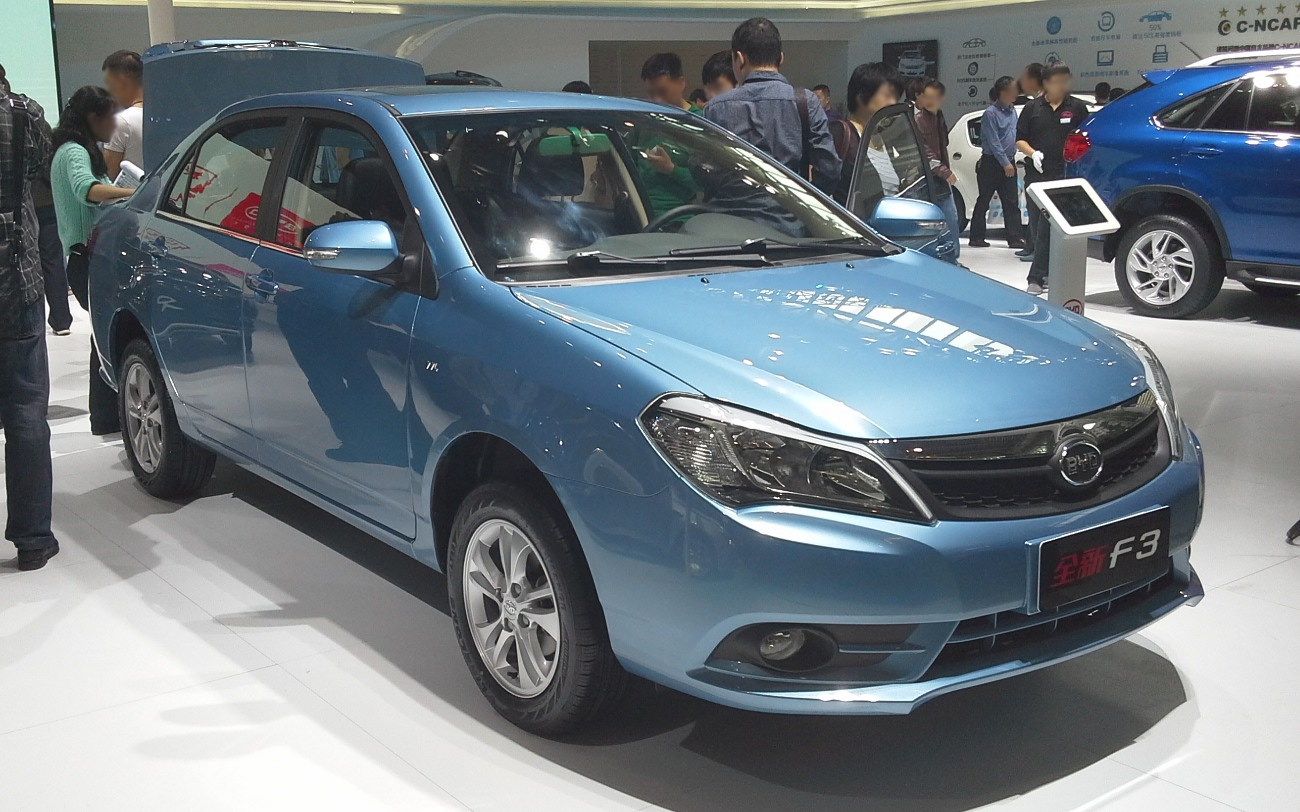
BYD F3
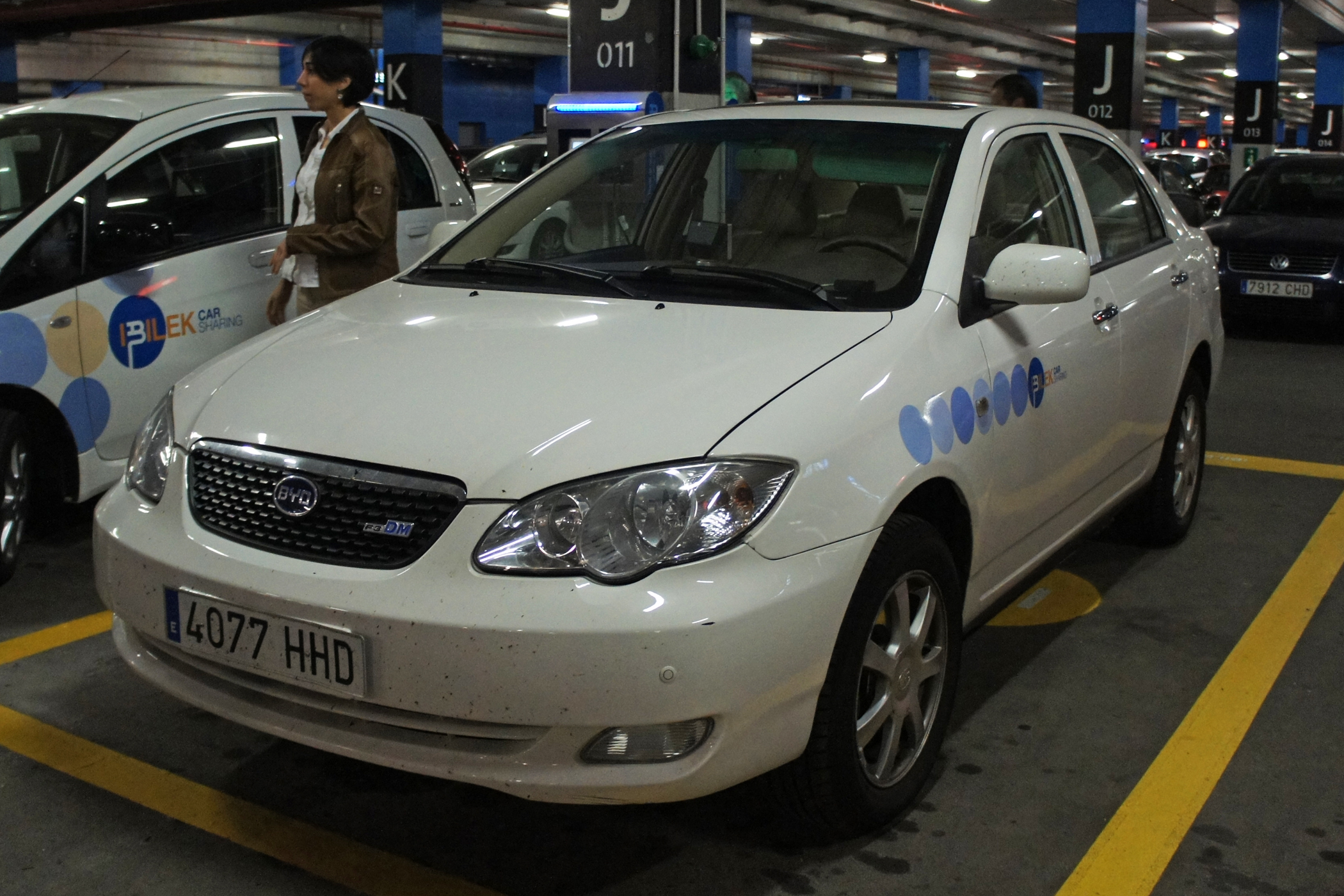
BYD F3DM
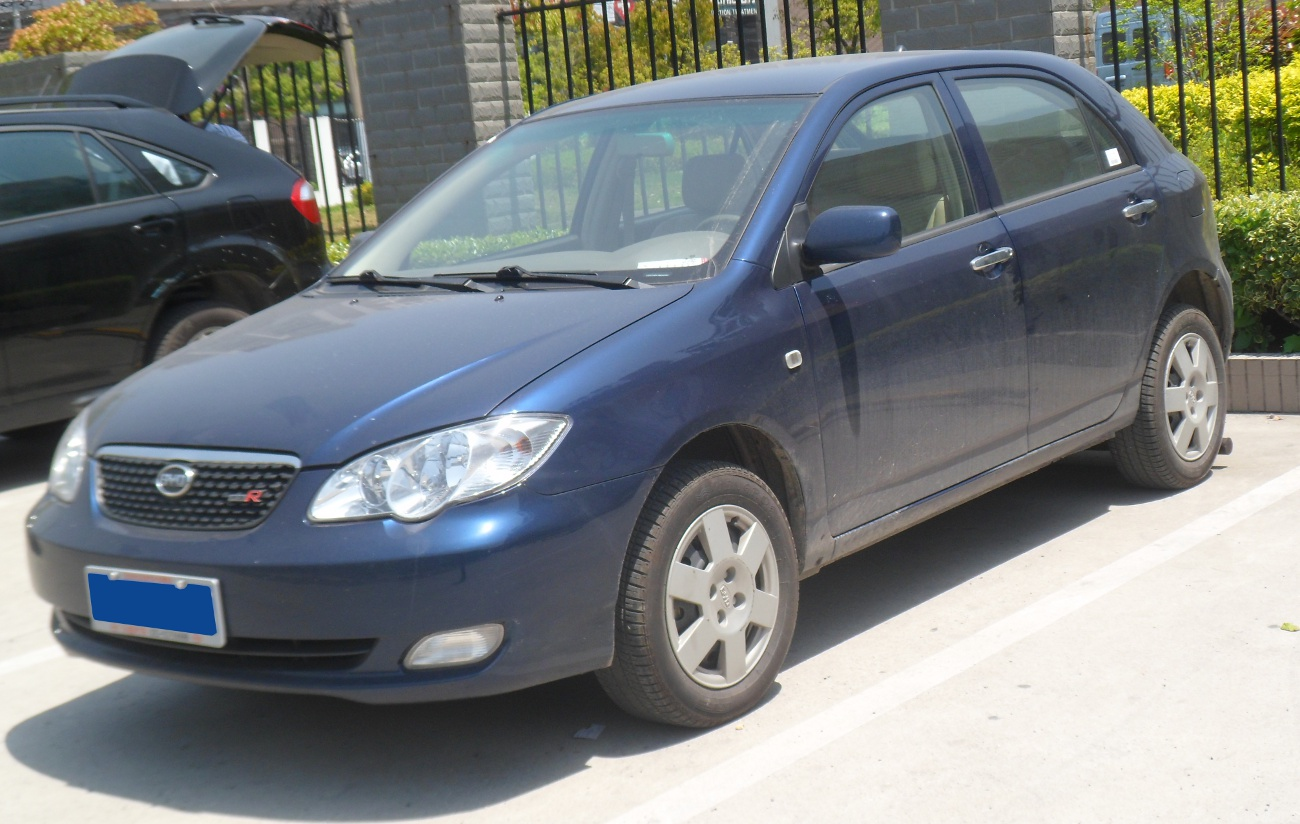
BYD F3R
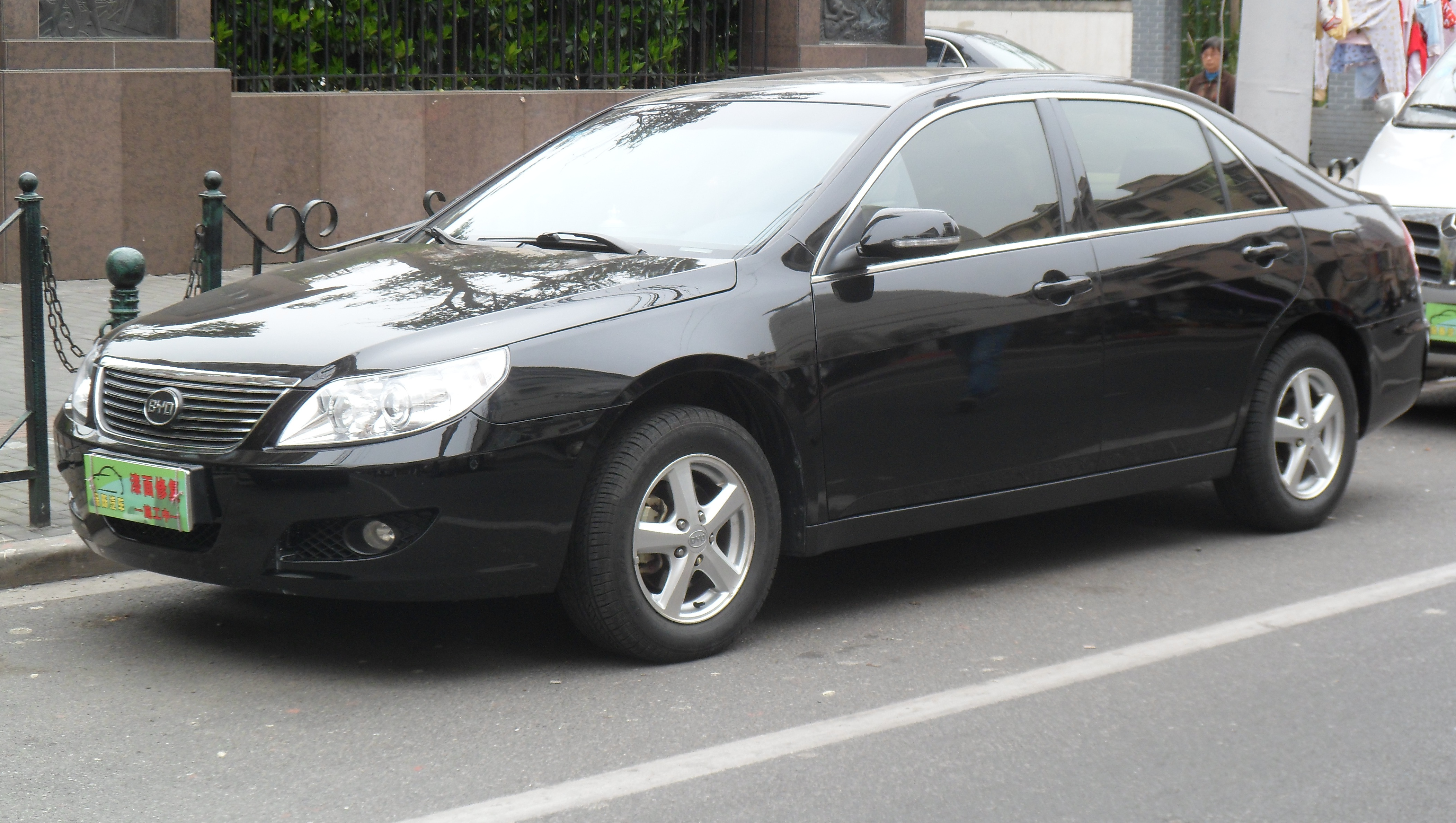
BYD F6
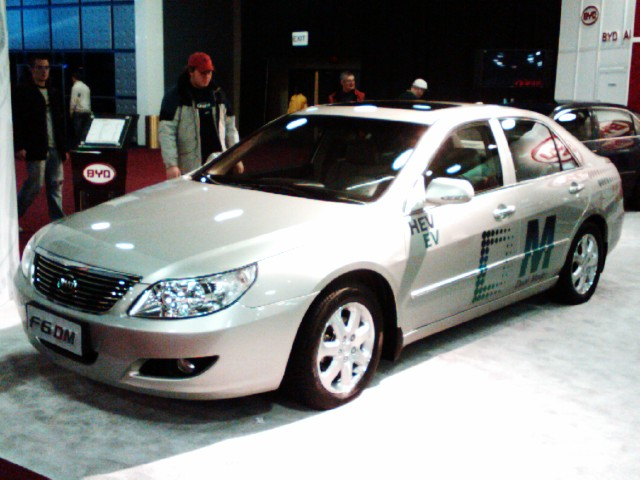
BYD F6DM
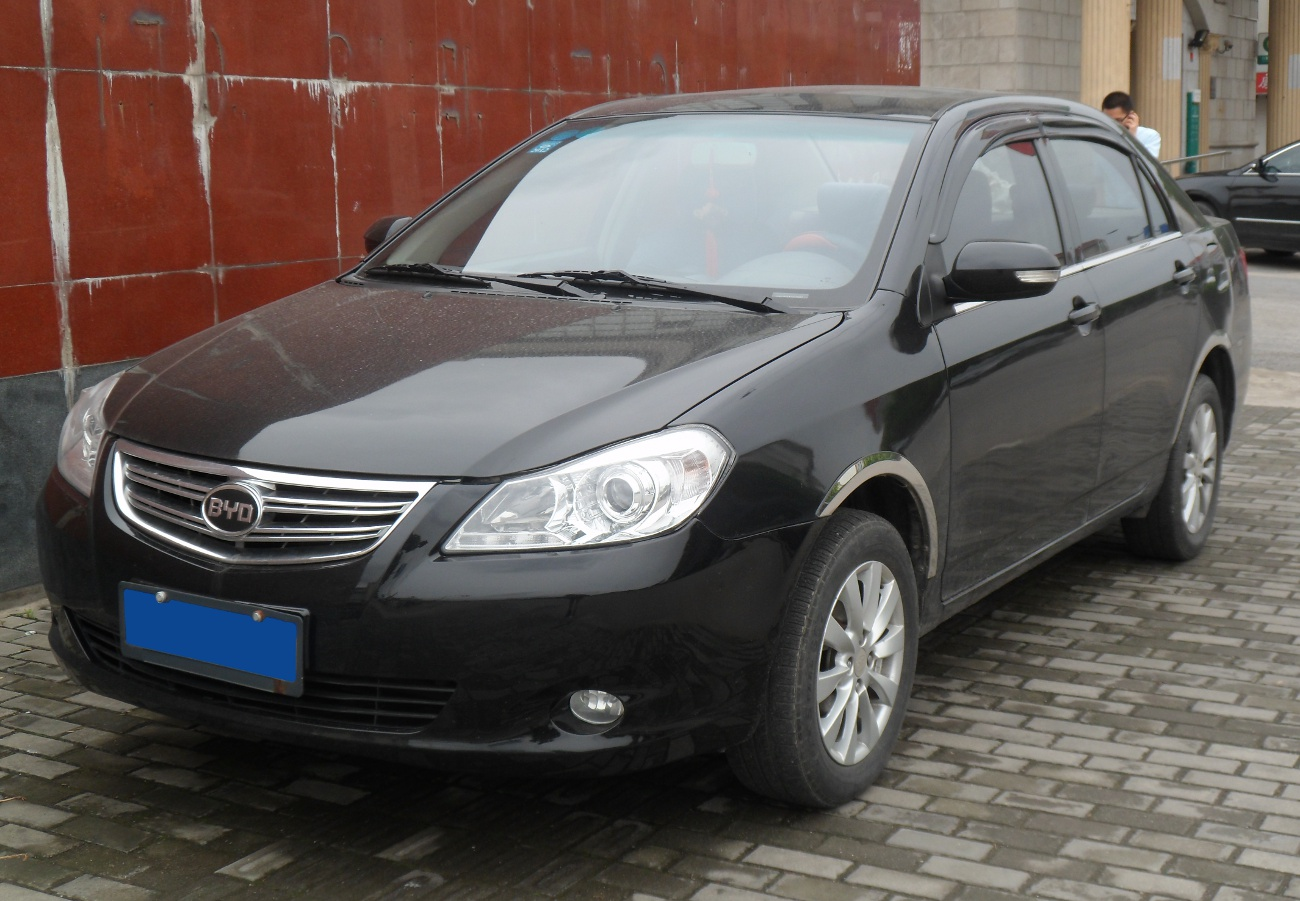
BYD G3
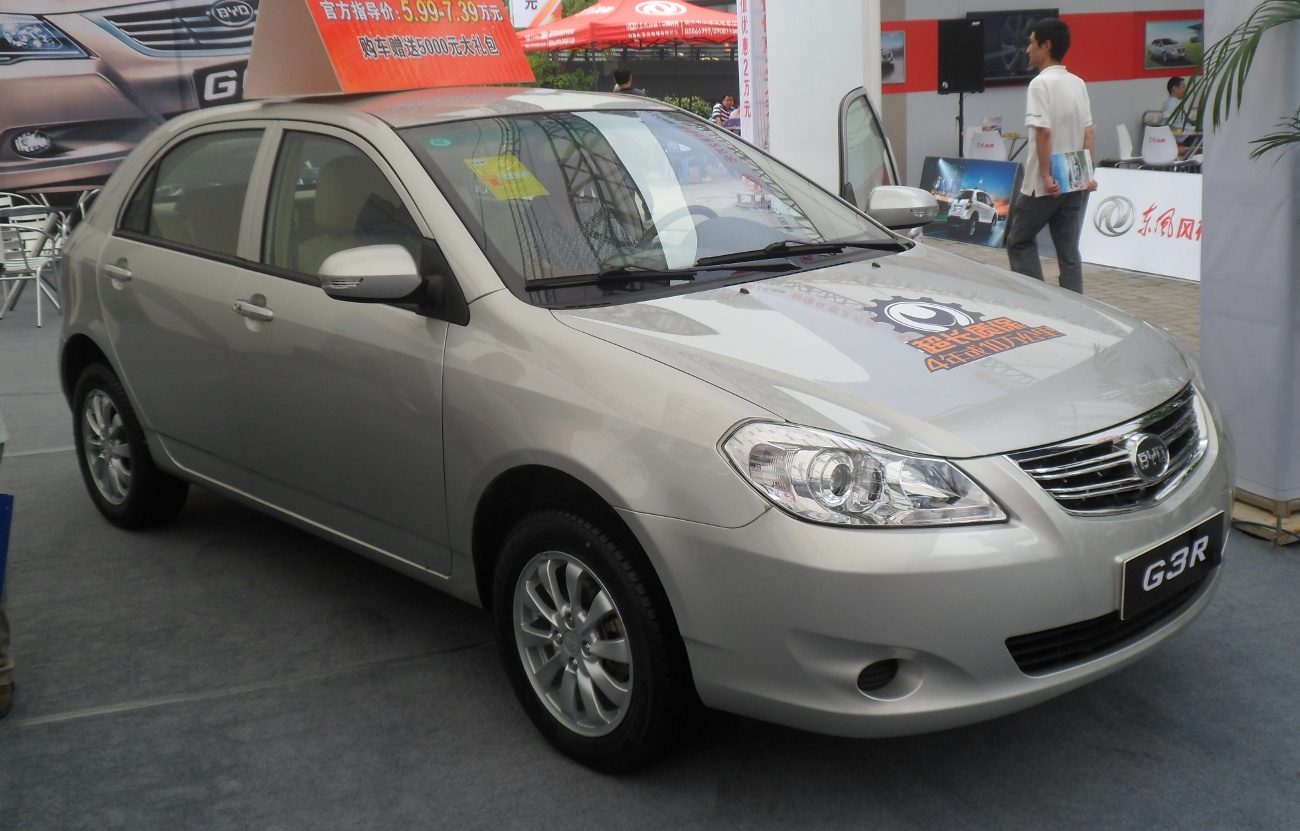
BYD G3R
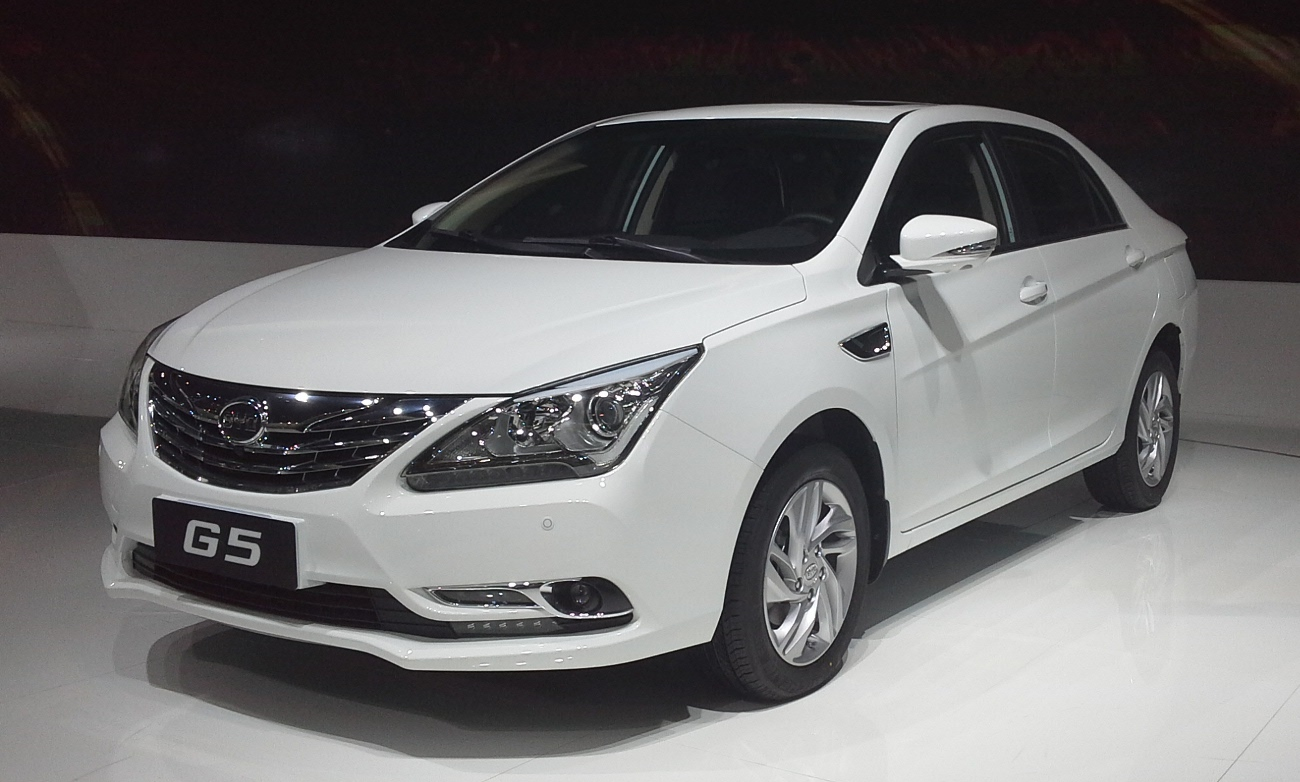
BYD G5
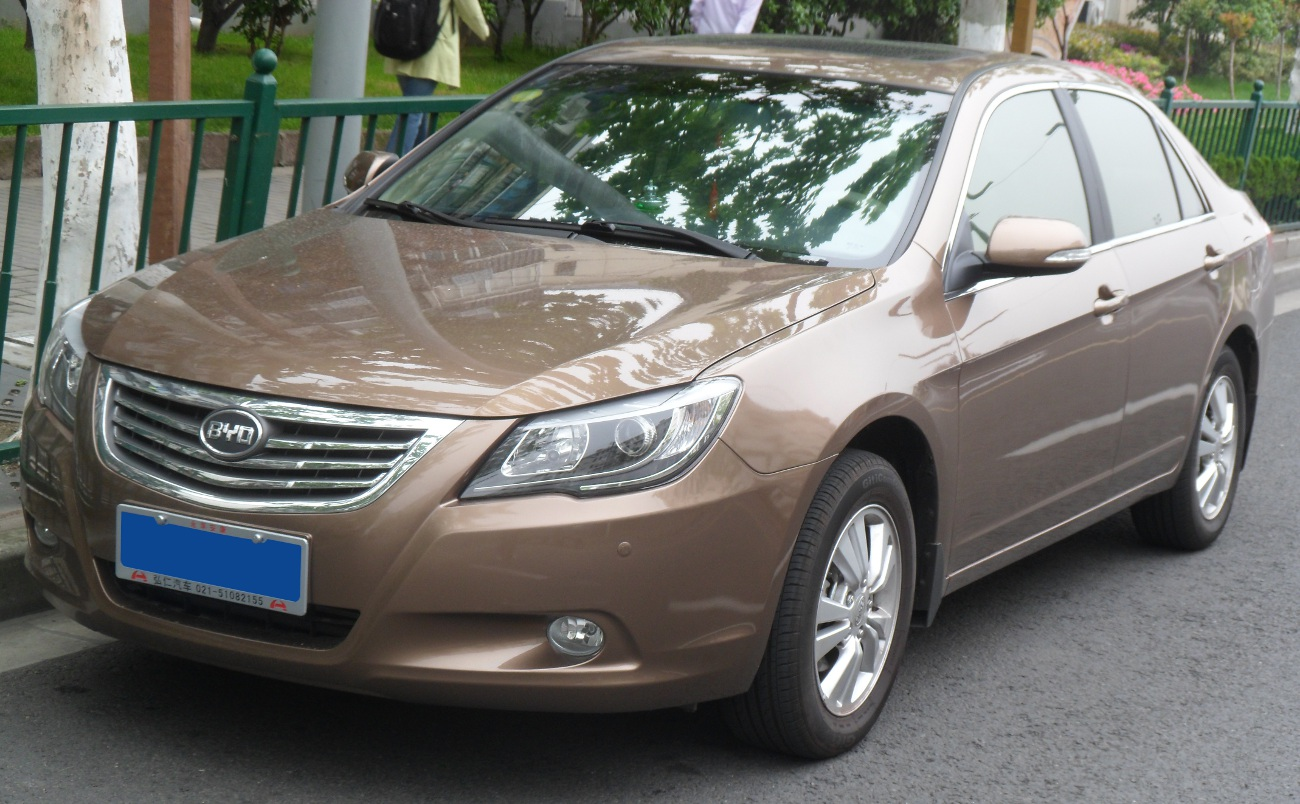
BYD G6
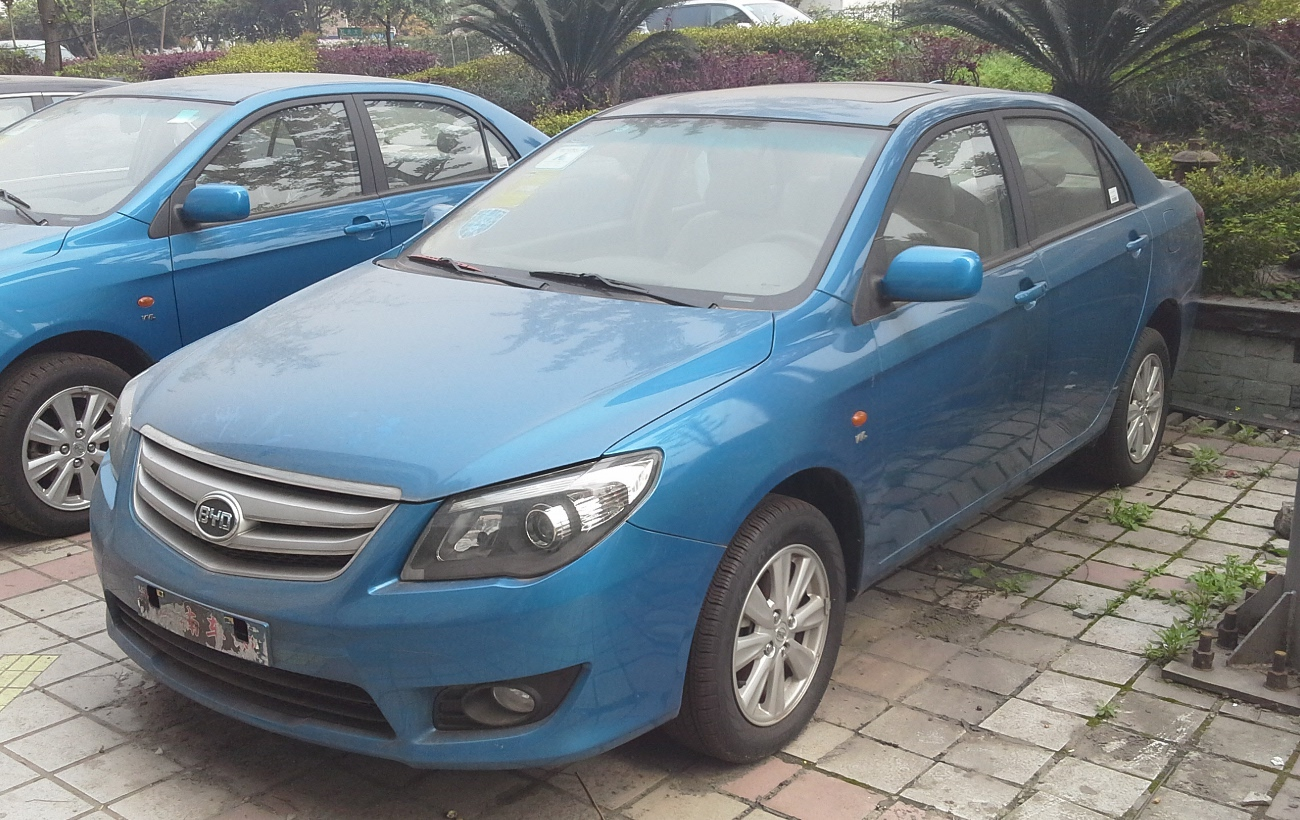
BYD L3
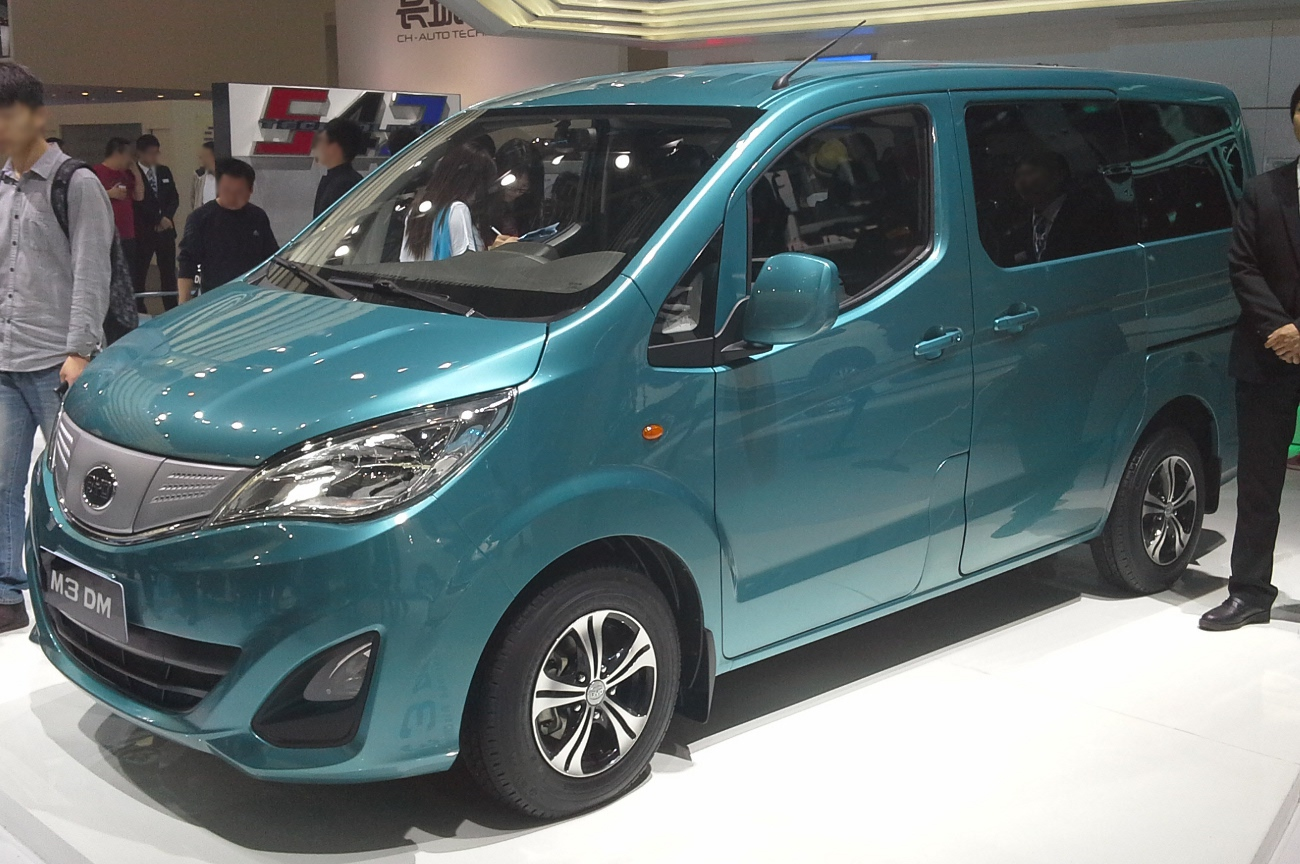
BYD M3 DM
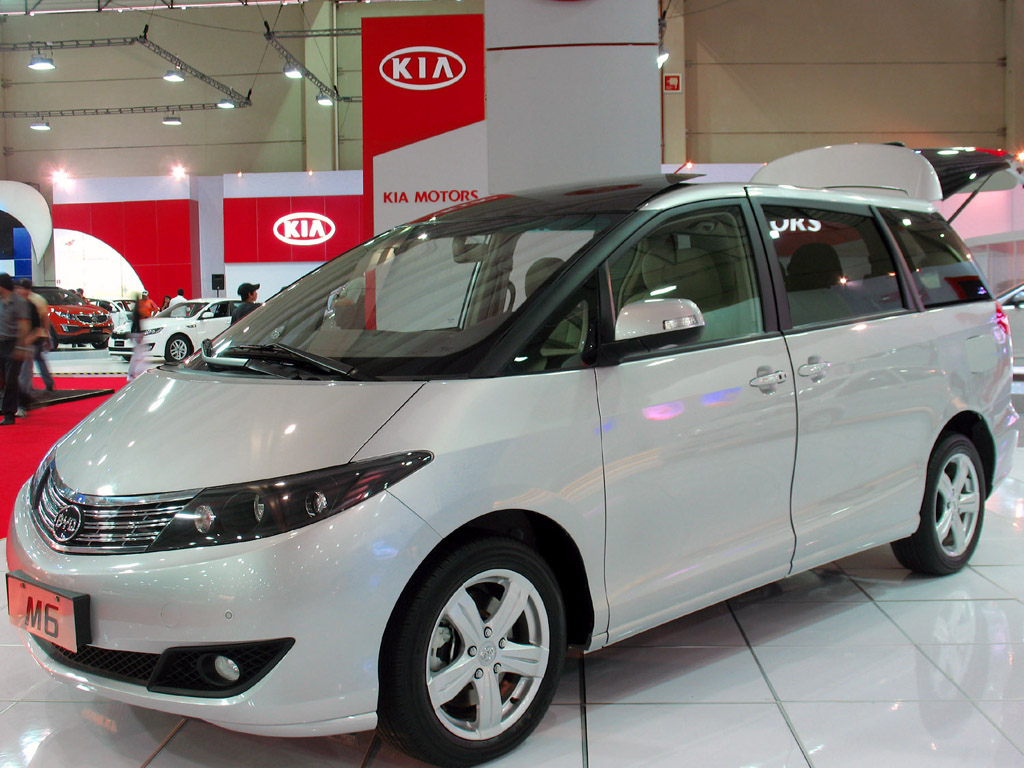
BYD M6
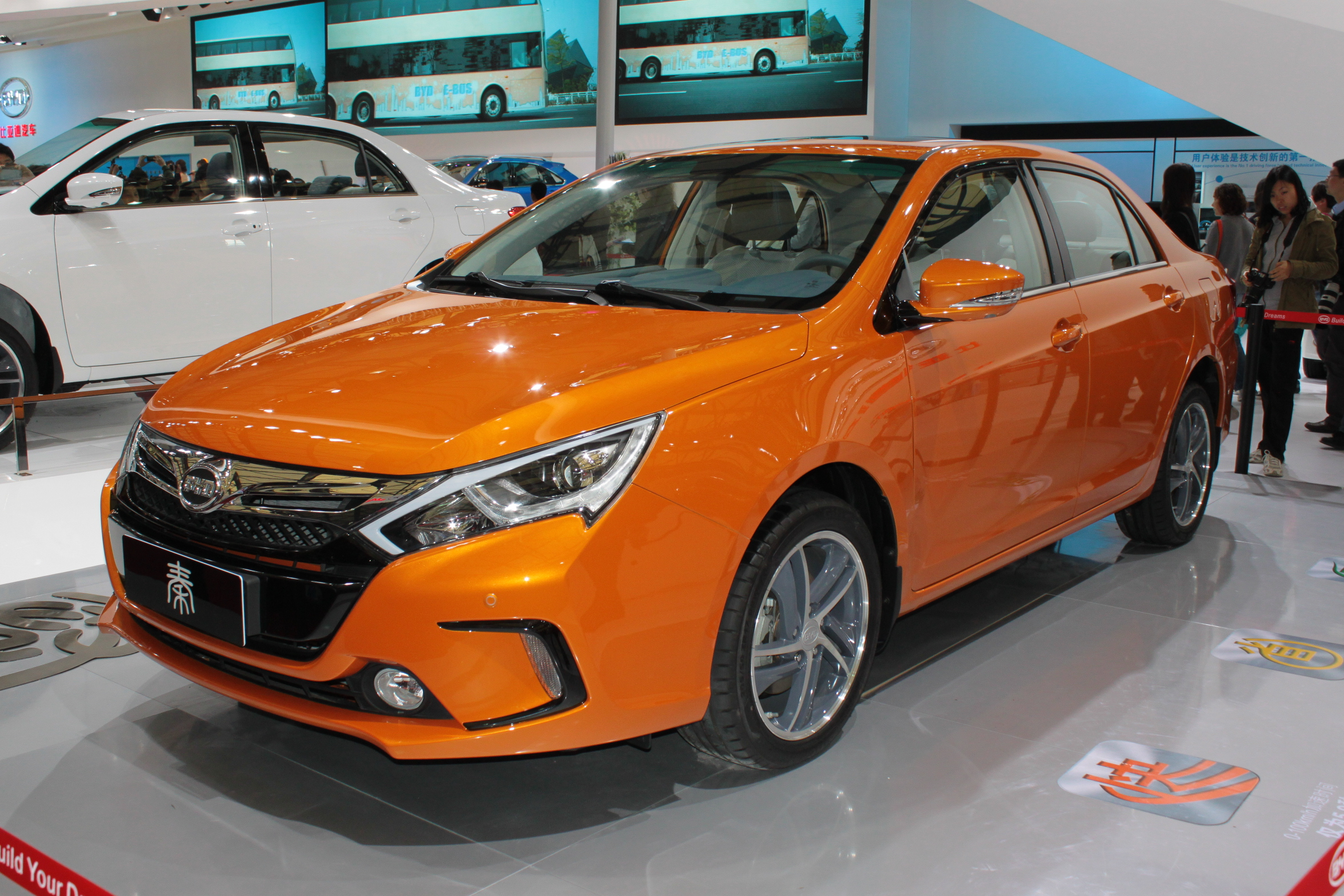
BYD Qin
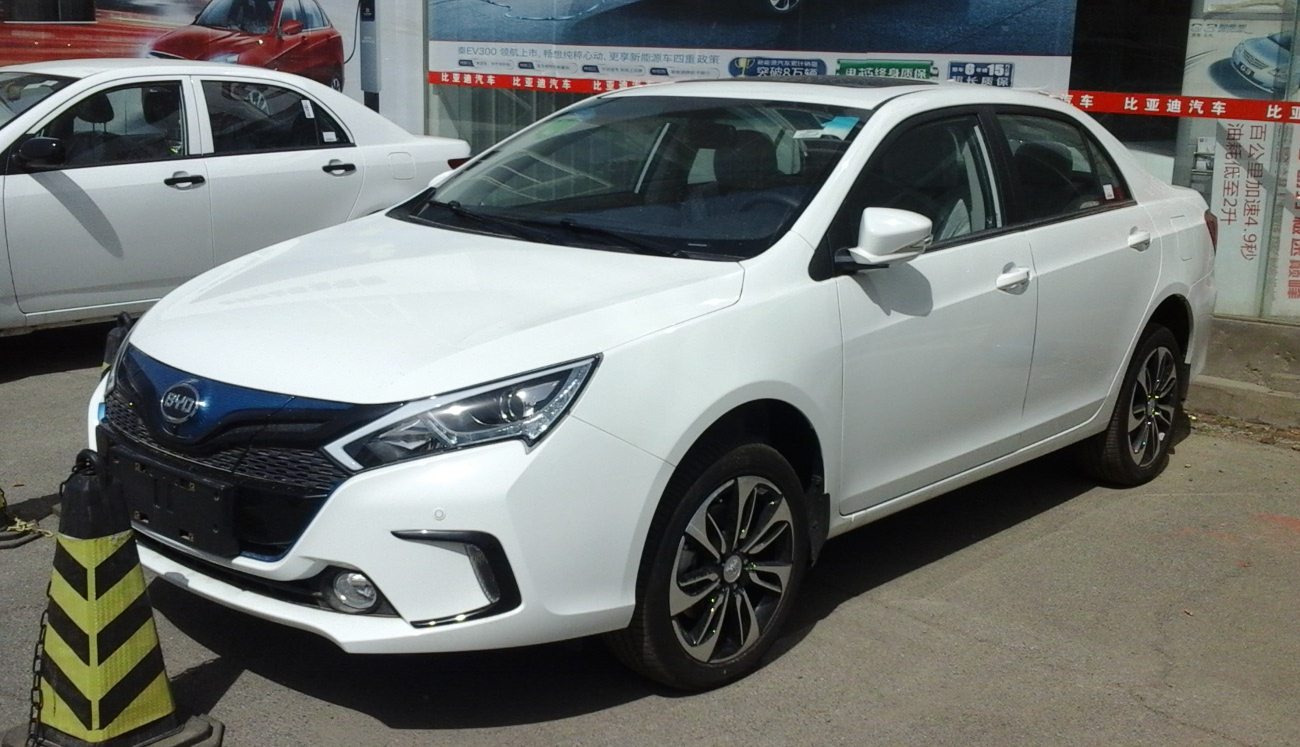
BYD Qin EV300
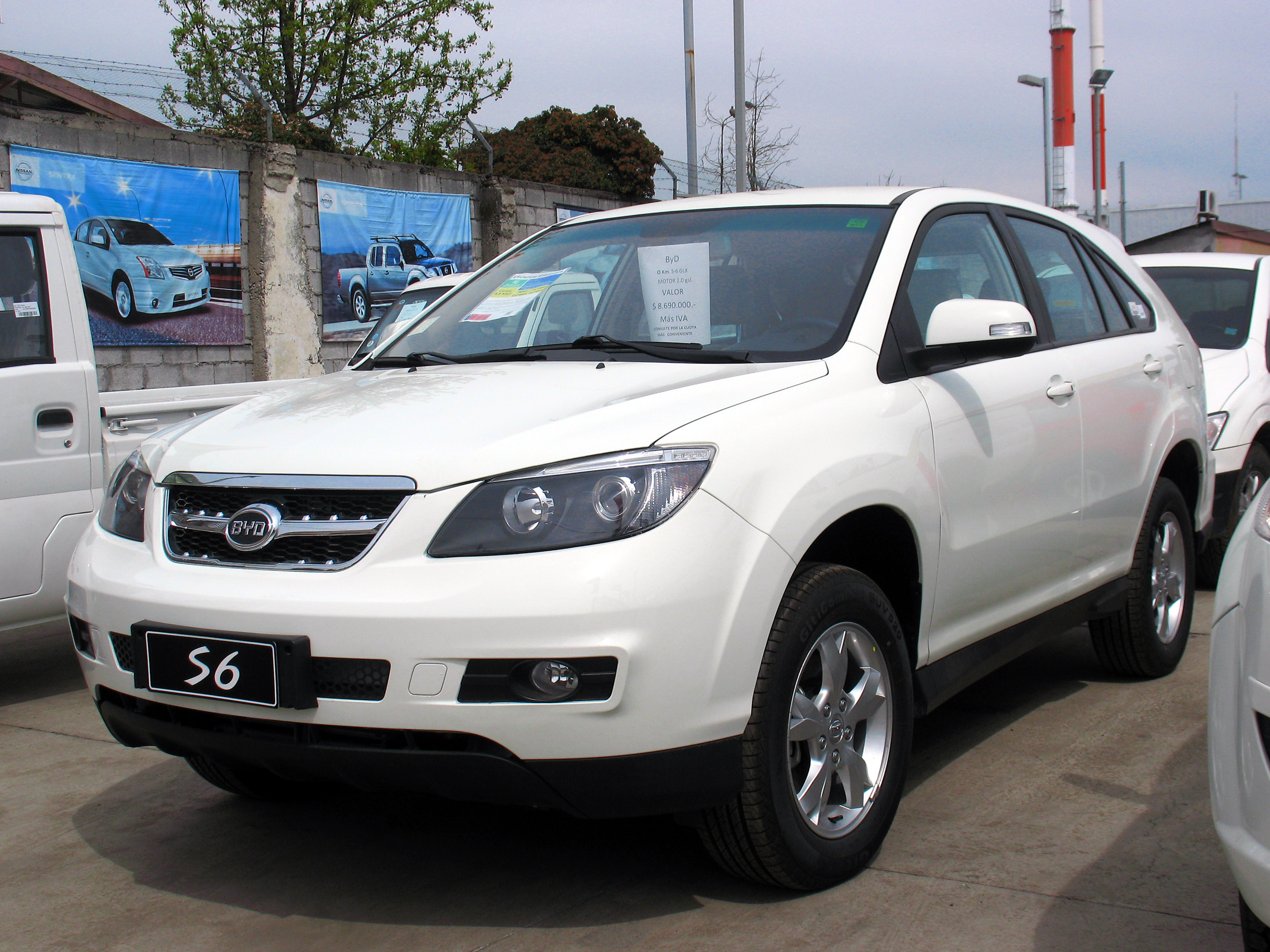
BYD S6
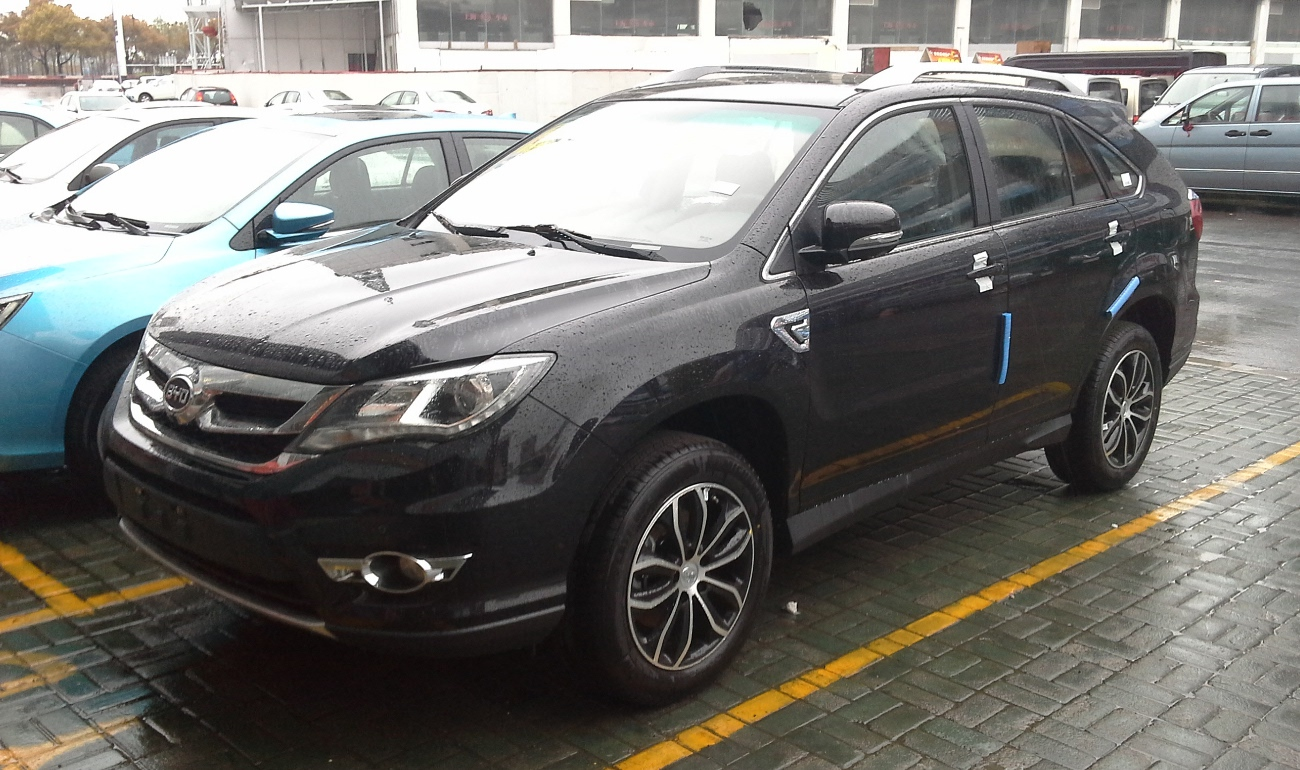
BYD S7
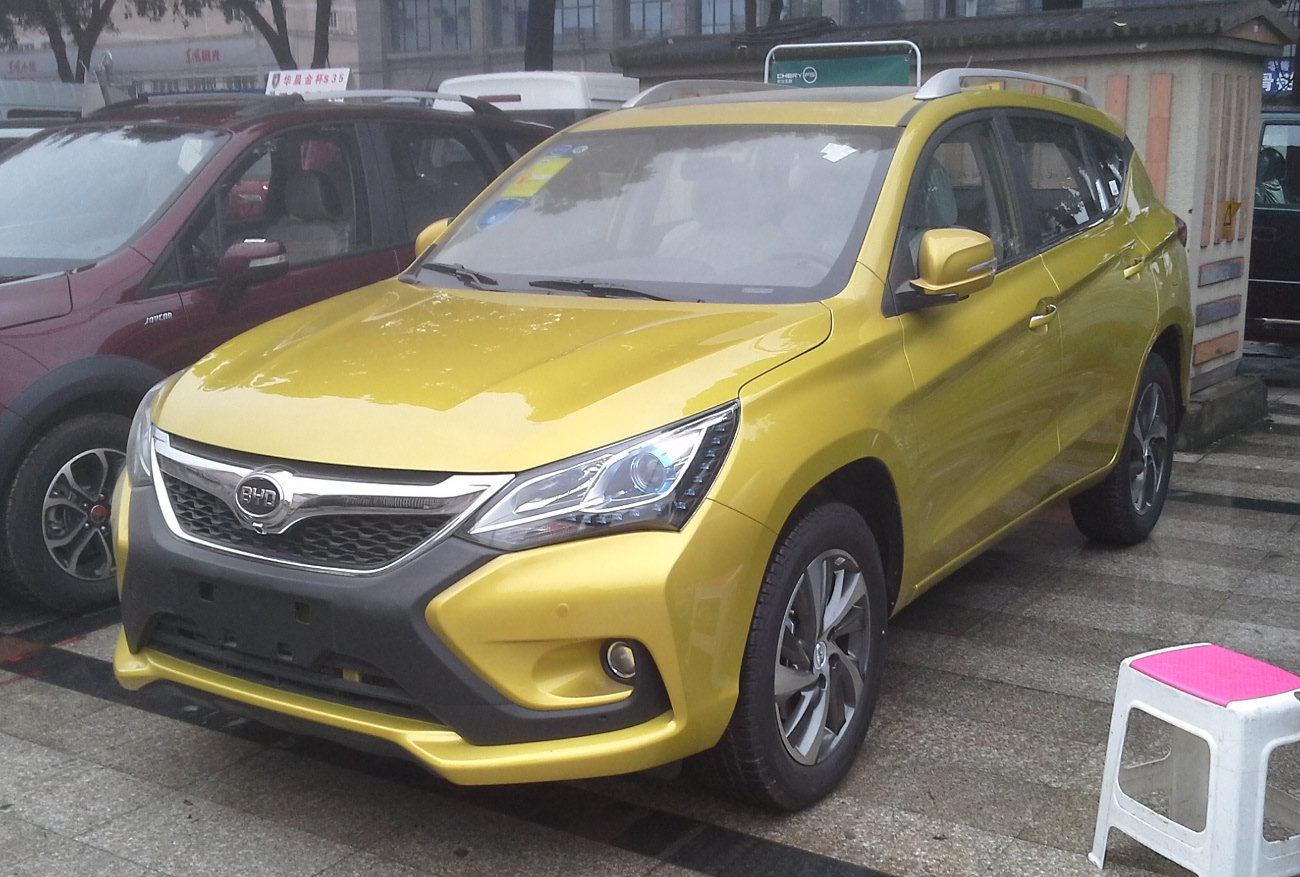
BYD Song
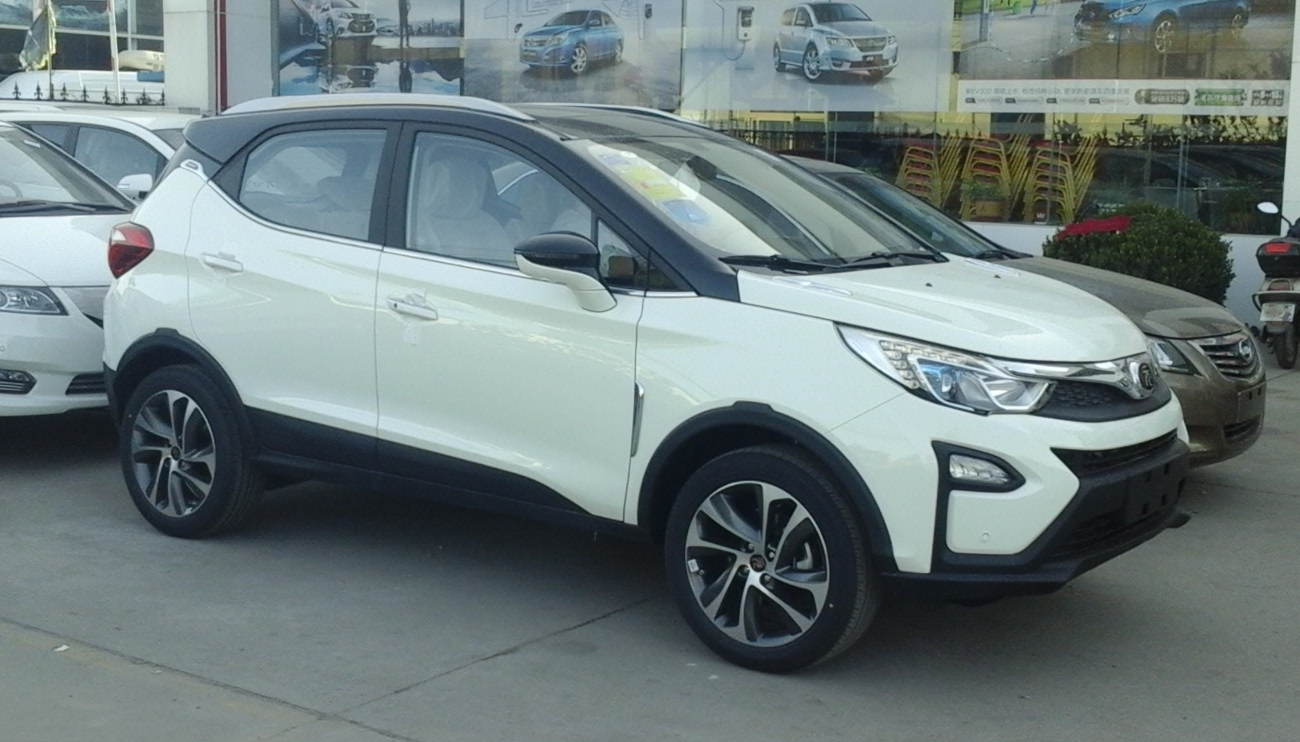
BYD Yuan